# Az 1956-os forradalom eseményei Miskolcon

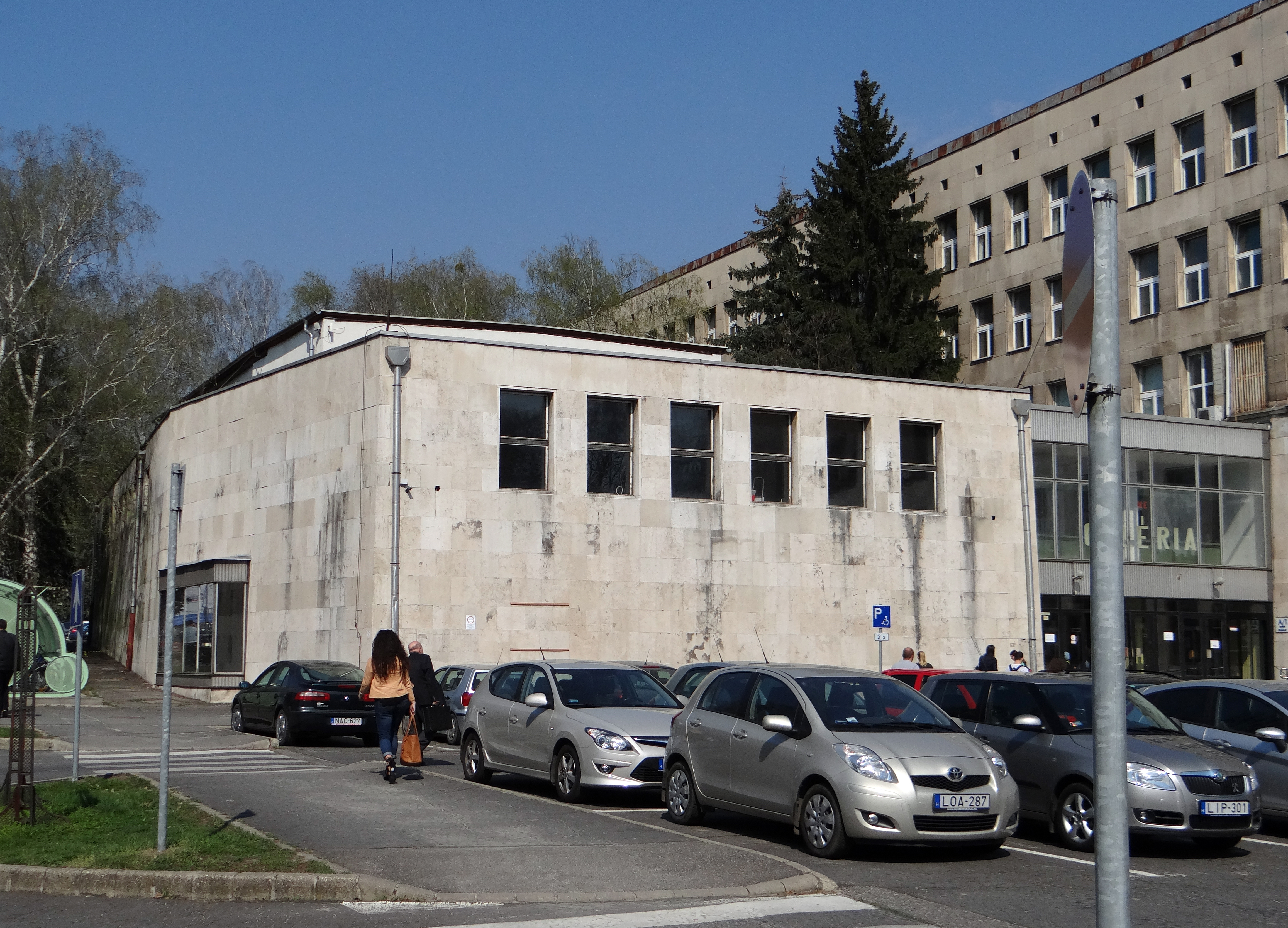
A Miskolci Egyetem (akkor: Nehézipari Műszaki Egyetem), itt szavalt Nagy Attila

Az 1956-os forradalom eseményeinek közvetlen előzményei Miskolcon október 22-én kezdődtek, amikor az egyetemisták összegyűjtötték követeléseiket 11 pontban. Az eseményekben a legnagyobb szerepet a diákok és a munkások játszották. Október 25-én az eredetileg a Búza térre szerveződő, majd az Egyetemvárosban folytatódó tüntetésen több ezren tüntettek és hallgatták meg a napokban a diákok által összeállított 11 pontot, továbbá a munkások által megfogalmazott 21 pontot, melyet egy küldöttség Nagy Imréhez továbbított.
Még ugyanezen a napon több kisebb csapatnyi fiatal Budapestre indult, támogatni az ottani harcokat. A diákcsapatokat még az utazásuk során visszafordították, néha lövések árán, és tagjaikat letartóztatták. Október 26-án reggel a kiszabadulásukat követelve tüntetést kezdeményeztek a Zsolcai kapubeli főosztályhoz és a városi rendőr-főkapitánysághoz, ahol az épületben lévők megengedték a bemenetelt néhány üzemi és diákparlamenti megbízottnak, ők azonban nem találtak előző napi elfogottakat. A tüntetés a Zsolcai kapunál, a megyei rendőr-főkapitányságnál folytatódott. Az építmény védelmét megerősítették, az elfogottakat elengedték. Egy figyelmeztetőlövés után a védők a tömegbe lőttek, mely több áldozatot is szedett.
A tömeg bejutott a székházba, az ÁVH fegyvereit elhordták. 26-án és 27-én több, a hatóságokhoz köthető embert lincseltek meg. 26-án megalakult a nemzetőrség. November legelején létrejött az Észak- és Keletmagyarországi Nemzeti Tanács, mely a környező megyékkel összehangolta a borsodi munkástanácsok, bizottságok tevékenységét.
A november 4-ei szovjet inváziót nagyobb fegyveres ellenállás nem követte, csupán az Egyetemvárosban alakult ki harc, melyben két hallgató életét vesztette.
A forradalmi szervezetek egyes tagjait börtönbüntetésre vagy internálásra ítélték. A 26–27-ei lincselésben részt vevő emberek közül hetet halálbüntetésre ítéltek, majd kivégeztek.
1956. december 9-én egy, a munkástanácsok megszüntetését célzó rendelet miatt három napig tartó tüntetéssorozat kezdődött, melynek szovjet és magyar áldozatai egyaránt voltak.

## A forradalom kibontakozása

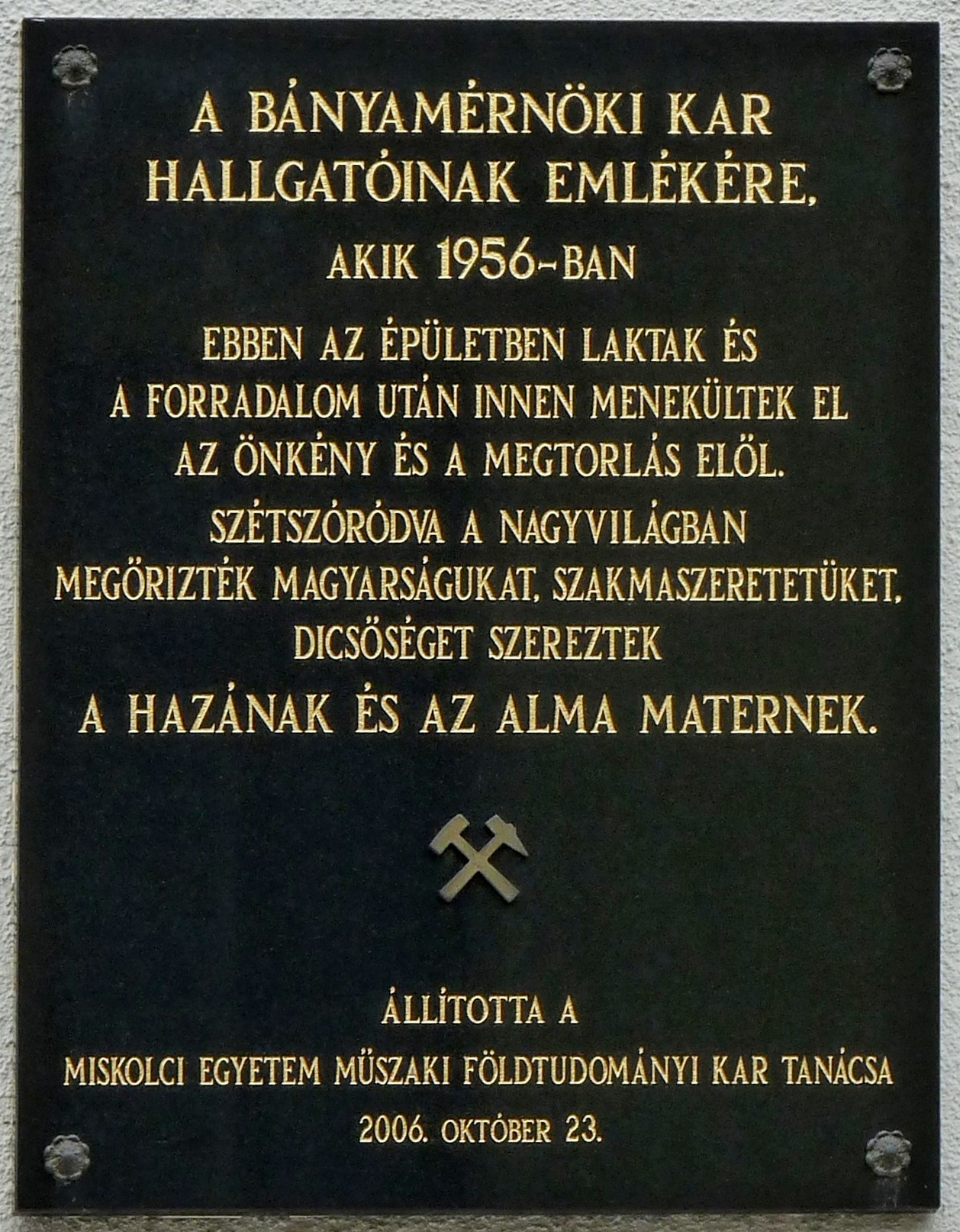
A Miskolci Egyetem emléktáblája

23-án a DIMÁVAG dolgozói elkészítették a borsodi munkások követeléseinek 16, kiegészítés után 21 pontját, és megalakították a demokratikus Munkásszervező Bizottságot, amely másnap munkástanáccsá alakult. Nem sokkal később (24-én) elhatározták, hogy 21 pontjukat Nagy Imrének bemutatják. A 21 pont megfogalmazásával egy nap, a Nehézipari Műszaki Egyetemen megalakult a Diákparlament, még 22-én este az egyetemisták 11 pontos követelést állítottak össze. A DIMÁVAG dolgozóinak a pontjaival Földvári Rudolf, a megye pártbizottságának első titkára is egyetértett.

## Az első tüntetések
Az első nagyobb demonstrációkra 25-én lehetett számítani, amikor híradások tudósítottak a budapesti sortüzekről, amely haragot váltott ki. Ezen kívül független hírforrásoktól is érkeztek hírek, például a vasutasoktól vagy a Budapestről érkezőktől. Az állami szervek fokozták készültségüket. A néphadsereg és a határőrség egységeit megerősítették. A rendőröknek engedélyt adtak a fegyvereik használatára, de csak akkor, ha támadás éri őket. A honvédség a laktanyáik védelmére légvédelmi ágyút helyeztek ki, és a raktáraikból előhozták különféle fegyvereiket, tüzelésre kész állapotba hozván. A Miskolcra vezető utakra nehézfegyverzetű csapatokat rendelt ki Zombori Sándor alezredes, a helyőrségparancsnok. Földvári – a pontok megismerése után –, hogy a követeléseket Nagy Imréhez juttassák, egy delegációhoz csatlakozott. A küldöttség elindulása előtt még a DIMÁVAG Nemzeti Vállalatban a munkások felháborodtak azon, hogy a még 24-én összeállított küldöttség késlekedett. Földvári telefonon egyeztette az időpontot, a küldöttség megkezdte az utat, a főtitkárral együtt.

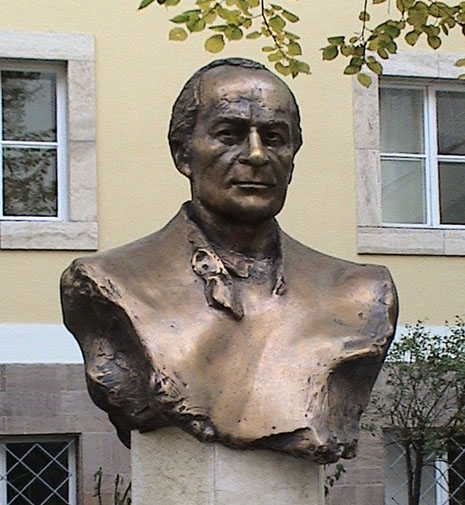
Nagy Attila szobra a Miskolci Nemzeti Színház kertjében

Tüntetés kezdődött, a helyszín eredetileg a megyei rendőr-főkapitányság közelében, a Béke téren (ma: Búza tér) lett volna, de a rendőrök védelme érdekében az Egyetemvárosba irányították a tüntetőket. Elhangzott a dolgozók 21, és a diákok 11 pontja, majd Galánffy László zeneiskolai igazgató tudósított a debreceni történtekről és felolvasta a követeléseiket, Zombori Sándor is felszólalt. Nagy Attila színész elszavalta a Szózatot és a tüntetőknek engedve a Nemzeti dalt is. A sztrájkbizottság a gyári dolgozókra kiterjedő sztrájkot hirdetett. A sztrájkbizottság délután a Lenin Kohászati Művek műszaki klubjában tartotta ülését.
A tüntetés célját elérte, de mégsem oszlott fel. Nagy Attila felszólította a tömeget, hogy vonuljanak a Belvárosba, ahol a Petőfi-szobornál fognak oszolni. Rozgonyi Ernő, a megyei tanács oktatási osztályának vezetője figyelmeztette a közeledtükről a rendőröket, a még nagyobb biztonság érdekében. Kucsera László alezredes ígérte, nem fognak a tüntetők közé lőni, nem tartatja be fegyverekkel a gyülekezési tilalmat.

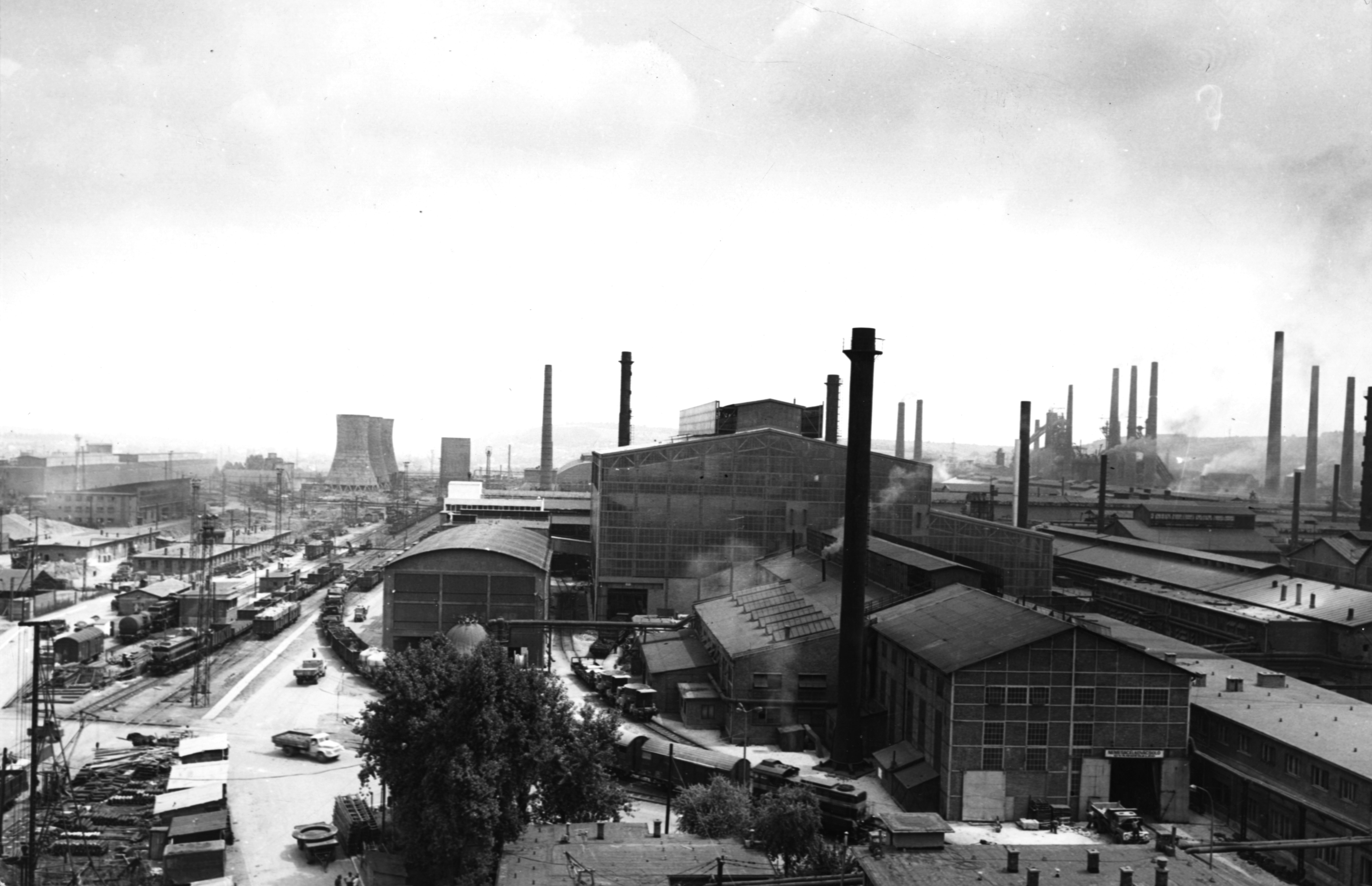
A Lenin Kohászati Művek 1965-ben

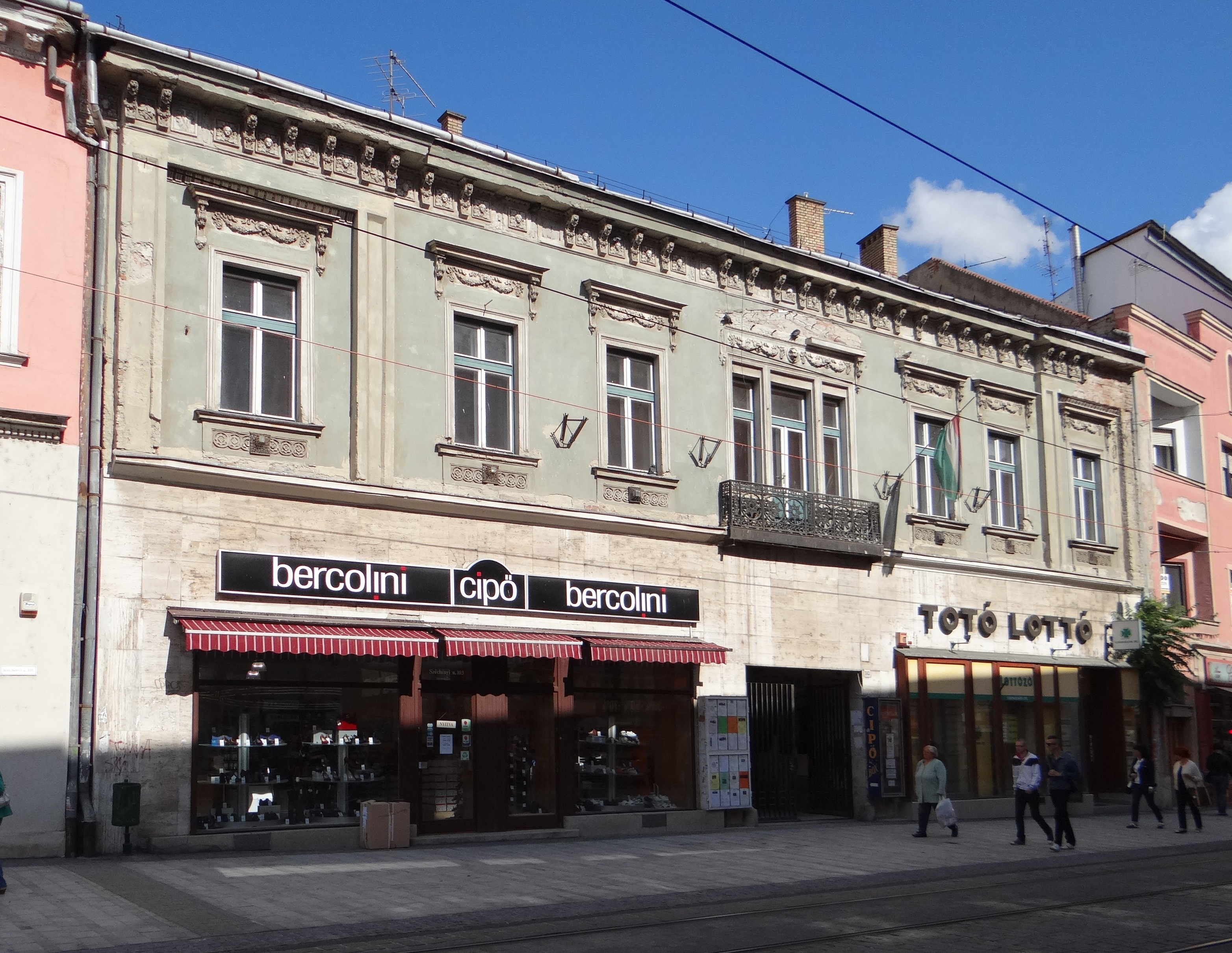
A Borsodi Nyomda (egykori) épülete

Ezzel az összecsapások veszélye még fennmaradt. Miskolc peremterületén a tüntetők szovjetekbe ütköztek és kövekkel próbálták megdobálni, illetve szidták őket. A katonák már lövésre készen álltak, de Nagy lecsillapította a kedélyeket. Közbeavatkozásának köszönhetően az összetűzés sérülés nélkül befejeződött. A szovjetek rövid időre visszavonultak. A Honvéd Kórháznál ez megismétlődött. Másnap létrejött a nemzetőrség. A demonstrálók a Borsodi Nyomdából érkező újságírókkal találkoztak, akik szétosztották az emberek között az Észak-Magyarország különkiadásának tízezernyi számát. A felvonulás a nyomdánál egy időre megakadt, a sztrájkbizottság határozatainak kinyomtatását várva. Végül a Petőfi-szobrot megkoszorúzták, a munkások visszavonultak a gyárakba. Ám nem mindenki hagyta abba a sztrájkot és a tüntetéseket.
Zombori telefonon megkérte a Pingyomon állomásozó szovjet katonai alakulat parancsnokságát, hogy a szovjetek (katonák) ne menjenek a városba, és ne is menjenek keresztül rajta.
A szobor megkoszorúzása után egy csoport fiatal – Szűcs Iván, egy másik felszólaló színész támogatását élvezve – elhatározta, hogy  csatlakozik a Budapesten harcolókhoz. Az ülésező munkástanács sikertelenül próbálta megakadályozni az elindulásukat. Sikerült a Miskolci Teherfuvarozási Vállalattól (is) teherautókat szerezni. Ezen kívül még néhány fegyver is a kezükre került, sőt, kisebb tüntetőcsapatok is csatlakoztak hozzájuk. Több csapatban, teherkocsin, buszon és vonaton egyaránt indultak a főváros felé. Hamarosan átjutottak az útellenőrzéseken. Egy csoportjuk Mezőkövesden néhány építőmunkással kiegészülve elfoglalták a helyi rendőrkapitányságot és a katonai kiegészítő parancsnokságot, ahonnan szintén fegyvereket szereztek. 25-én Egerben három kisebb csapatukat megállították, és egy napra elzárták a konvoj tagjait. Több miskolciakat szállító járműre is rálőttek, így megállásra késztetve őket.  Hamarosan a csapatokat megállították. Hajnalban 20-30-an érkeztek haza, megérkezéskor őrizetbe vették őket, később Papp Miklós, egy munkástanácsi tag kérésére és a viszonylagos nyugalom fenntartására a fegyverteleneket elengedték. Eközben az egyre feszültebb helyzetben több tüntetőt is őrizetbe vettek.

## Az október 26-ai sortűz és 27-e

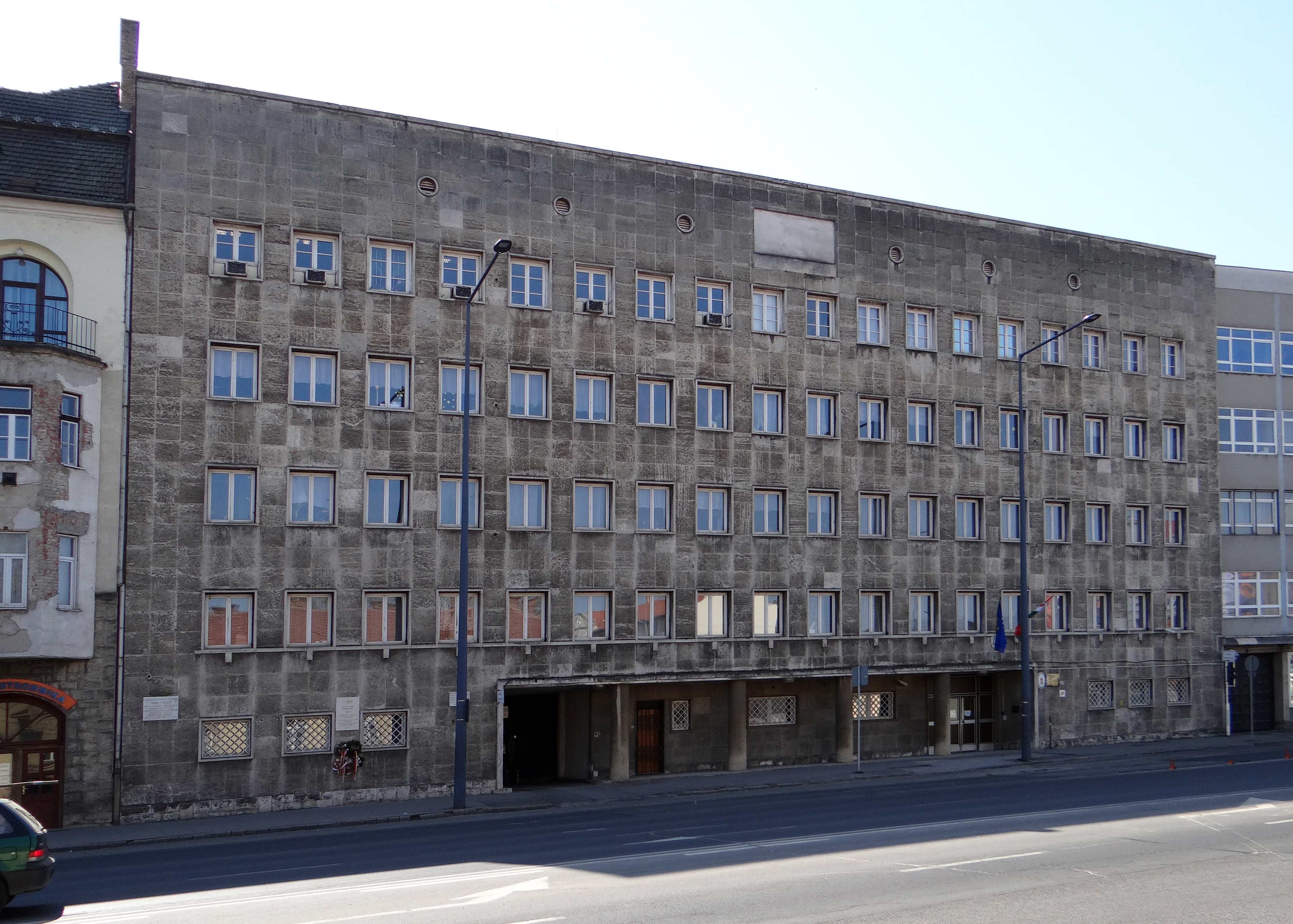
A Zsolcai kapui megyei főosztály épülete

26-án reggel a Zsolcai kapunál levő megyei főosztálynál, ezzel egyidőben a városi rendőr-főkapitányságnál is (az akkori Rudas László utcában) tüntetés kezdődött az elfogottak kiszabadítását várva, ahol az államvédelmisek megengedték néhány diákparlamenti és üzemi megbízottnak, hogy átkutathassák a fogdájukat, de ott politikai foglyokat nem találtak, azonban ennek nem hittek a felvonulók. Végül az itteniek a Zsolcai kapunál lévő megyei főosztályhoz vonultak. Az épület védelmét megszervezték, a letartóztatott fiatalokat elengedték, viszont a tömeg több rabot várt. Ezután lőttek, fél órával a városi rendőr-főkapitányságtól való eltávozás után, vagyis igen hamar. Egy lehetőség szerint Antal Gyula rendőr törzsőrmester figyelmeztetőlövéseket adott le. Ezt az épület emeletén tüzelésre kész rendőrök és államvédelmisek félreértelmezhették, erre gránátokat dobtak és tüzelni kezdtek az emberek közé. A lövéseknek és robbanásoknak halálos áldozata és maradandó sérültje is volt.
A lövések után a tömeg szétoszlott, de az emberek a székház közelében maradtak. Sokan a közeli laktanyához mentek fegyverért, a katonák is szimpatizáltak velük, de Zombori lebeszélte őket a közbeavatkozásról. Vezetőik a munkástanácsoktól és a Diákparlamenttől kértek segítséget. Rozgonyi bejelentette a rádión keresztül, hogy a munkástanácsok irányítják az ÁVH munkáját, az államvédelem alárendeli magát. Miklós Zoltán nemzetőr bement a székházba Rozgonyi helyett, közvetíteni üzenetét. Úgy határoztak, hogy a kapitányságba hívnak egy munkástanácsi tagot, a demonstrálók lenyugtatása érdekében. Ezért Miklós Zoltán Gáti Gyula alezredessel a Lenin Kohászati Művekbe igyekezett. Az újabb riasztólövésekre – amelyet a megsegítésükre adtak le – a harag tovább nőtt, és amikor a két civilbe öltözött küldöttet elfogták, Miklós Zoltánt elengedték, mert igazolta magát, Gáti Gyulát viszont eszméletlenre verték és a Zenepalotáig vonszolva felakasztották az épület előtti szovjet hősi emlékműnél.

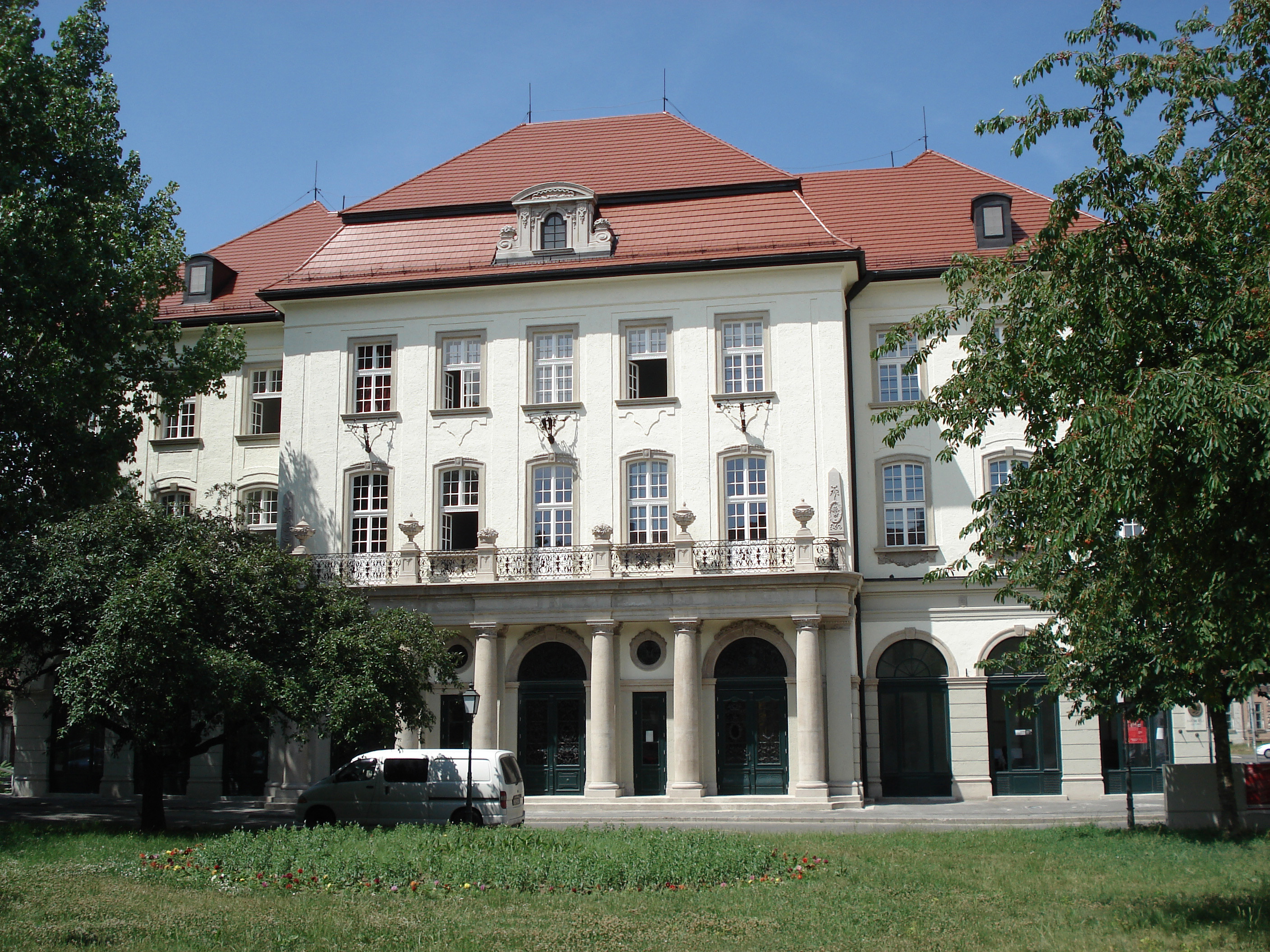
A Zenepalota ma

Néhány tüntető a bányák és üzemek munkásai között elterjesztette lövetés hírét. Átvették a Nehézszerszámgyár (DIMÁVAG) gyártósorát, ahol az ágyúkat is gyártották.
A megyei munkástanács még egy utolsó kísérletet tett a forradalmi erőszak szabályozására. 26-án 11 órakor már ostrom folyt az épület ellen. A bejáratokat és lépcsőket próbálták elbarikádozni, a védők az emeletekre vonultak.
A kapukat próbálták befeszíteni és kézifegyverekkel támadták az épületben lévőket. Végül a tüntetők betörték a kapukat, az ÁVH felhalmozott fegyvereit szétkapkodtak, eldobálták. Volt olyan ostromló, aki védőket mentett meg a népharagtól, és olyan védő, aki megtagadta felettese parancsát.
A népharagnak Antal Gyula is áldozatul esett 27-én, illetve egy zsidónak vélt gyalogost, Freimann Lajost is megöltek, akinek a megölésének indokai nem pontosan ismertek. Mohai István százados menekülés közben öngyilkos lett, halálát a Kádár-korszak idején a tömegnek rótták fel.
A forradalmi eseményekkel összefüggésben több mint 20 ember halt meg.
A párttagok olyan munkástanácsokat alakítottak, amelyekben ők voltak vezető szerepben vagy másokba szivárogtak be, így biztosították megmaradt hatalmukat.
A tárgyalás végeztével Földváriék egyből nem indultak el, csak 27-én érkezett meg a budapesti küldöttség, amelyet ünneplő tömeg fogadott.

## Október 28. – november 4.
28-án a nemzetőrök átkutatták a pártbizottságot egy feljelentés után, miszerint a párttagok szervezkednek a forradalom ellen. A párttagok rendezték a problémát, befejezésül a katonák tartóztatták le az igazoltatókat, azonban a következő napon elengedték őket. Hivatalosan október 30-án Lövei István irányításával a forradalmi szervekbe beszivárgott államvédelmisek, besúgók letartóztatására a fegyveres csoportok helyett egy speciális osztag jött létre, a miskolci Defenzív-csoport, amelynek a megalakulására még 26-án engedélyt kaptak. Összesen 72 (ebből 60 ávéhást) ÁVH tagot és rendőrt zártak a megyei börtönbe a forradalom alatt, nem csak büntetésből, hanem többek biztonsága érdekében is. Október 31-én megválasztották a Miskolci Városi Nemzeti Bizottságot, amelynek elnöke Gálffy Imre, az 1945–1947 közötti polgármester lett, helyettesei Szinvavölgyi József tanácselnök és Kádár István voltak, titkára pedig Tóth Dezső. Másodikán megalakult az Észak- és Keletmagyarországi Nemzeti Tanács, amely összehangolta Borsod-Abaúj-Zemplén és a környező megyék forradalmi szervezeteinek munkáját. November 4-én a szovjetek inváziójának hírére Földvári Rudolf kivételével a korábbi megyei vezetők a kormány mellé álltak. A megyei munkástanács irányítói nem tették ezt, ezért többüket elhurcolták. A bevonulás során ellenállás csak az Egyetemvárosban volt, két diák meghalt.

## A szovjet invázió után
November 5-én az termelés beindítását tervezték az üzemek, azonban a hatalomátvétel és az elhurcolások hírére (újból) ez nem valósult meg. A bevonulás után egyes pártvezetők, szovjet parancsnokok fenyegetőztek, mások előnyökről beszéltek a munka elindításának érdekében. A frissen alapított Forradalmi Munkás-Paraszt Bizottság ígérte, hogy a forradalomban résztvevőket bántódás nem fogja érni. 13-án gyöngyösi és miskolci munkások küldöttei egyértelműen leírták, hogy nem ismerik el Kádárékat a kormányon, ezután a hatalom némileg engedett: az elhurcoltatottakat hazaszállították, Földvárit már 17-én.
1956. december 9-én egy, a munkástanácsok felszámolását kimondó rendelet miatt tüntetések kezdődtek, a karhatalmi erők a sokaság láttán nem léptek fel. 10-én a gyülekezési tilalom ellenére folytatódtak a tüntetések. Többen a Borsodi Nyomdához mentek röplapok, versek kinyomtatása végett. Egy szovjet tank és két szakasznyi katona érkezett az emberek elűzésére. A nyomdában lévők nem adták könnyen magukat, lövöldözés kezdődött, amelyben két szovjet és nyolc magyar halt meg, illetve negyvenen megsebesültek (a menekülők alatt leszakadt a Szinva hídja, ez is hozzájárult a nagy számhoz). Menekülés közben a szétszéledt tömegből többen a karhatalmisták laktanyájához mentek, ahol szintén lövések dördültek. Más csoportosulások a megyei tanácsból elűzték a pártfunkcionáriusokat. A harcok december 11-ig tartottak, barikádok között.
Az október 26–27-én történt lincselésekben való részvétellel vádolt emberek közül hetet kivégeztek bírói ítélettel.